# Daniel Schmidt
Daniel Schmidt (シュミット・ダニエル, Shumitto Danieru), né le 3 février 1992 dans l'Illinois aux États-Unis, est un footballeur international japonais qui joue au poste de gardien de but à Nagoya Grampus.

## Biographie
Né aux États-Unis d'un père américain d'origine allemande et d'une mère japonaise, il déménage à Sendaï à l'âge de deux ans. Avant de devenir gardien de but lors de son entrée au lycée Tohoku Gakuin, il jouait comme milieu de terrain.

### En sélection
Le 11 septembre 2018, il figure pour la première fois sur le banc des remplaçants de l'équipe du Japon, lors d'un match amical face au Costa Rica (victoire 3-0). Il fait ses débuts officiels en équipe nationale le 16 novembre 2018, lors d'un match amical face au Venezuela, où il joue l'intégralité de la rencontre (score : 1-1).
En janvier 2019, il est retenu par le sélectionneur Hajime Moriyasu afin de participer à la Coupe d'Asie des nations organisée aux Émirats arabes unis.
Le 1er novembre 2022, il est sélectionné par Hajime Moriyasu pour participer à la Coupe du monde 2022.

## Palmarès
- Finaliste de la Coupe du Japon en 2018 avec le Vegalta Sendai